# Bohmte
Bohmte – gmina samodzielna (niem. Einheitsgemeinde) w Niemczech, w kraju związkowym Dolna Saksonia, w powiecie Osnabrück.
W miejscowości jest stacja kolejowa Bohmte.

## Współpraca
Miejscowości partnerskie:
- Bolbec, Francja
- Gützkow, Meklemburgia-Pomorze Przednie